# Lingen
Lingen (pronunciación en alemán: /ˈlɪŋən/ⓘ) es una ciudad en la Baja Sajonia, Alemania. Está ubicada en la parte meridional del distrito de Emsland, limitando al sur con Nordrhein-Westfalen y al oeste con los Países Bajos. Se menciona Lingen por primera vez en la Edad Media, alrededor del año 900.

## Historia
Capital del condado independiente de su mismo nombre fue vendido al emperador Carlos por Ana de Egmond en 1551. Incluido en los Países Bajos Españoles, fue tomada por las Provincias Unidas en 1597, que ya la habían ocupado entre 1577 y 1580. Recuperada por Ambrosio Spínola el 18 de agosto de 1605. Retiradas las tropas españolas destruyendo la fortaleza, fue retomada por las Provincias en 1633, que la mantuvo hasta su paso a Prusia en 1702. Salvo una pequeña ocupación (1672-1674) del Principado episcopal de Münster durante la guerra franco-neerlandesa.
Más recientemente, Lingen es muy conocida por su industria nuclear —plantas de energía nuclear y combustibles nucleares—,  pero también por sus hermosos paisajes a las orillas del río Ems.
Lingen está hermandada con el municipio de Salt, Gerona, España.

## Galería

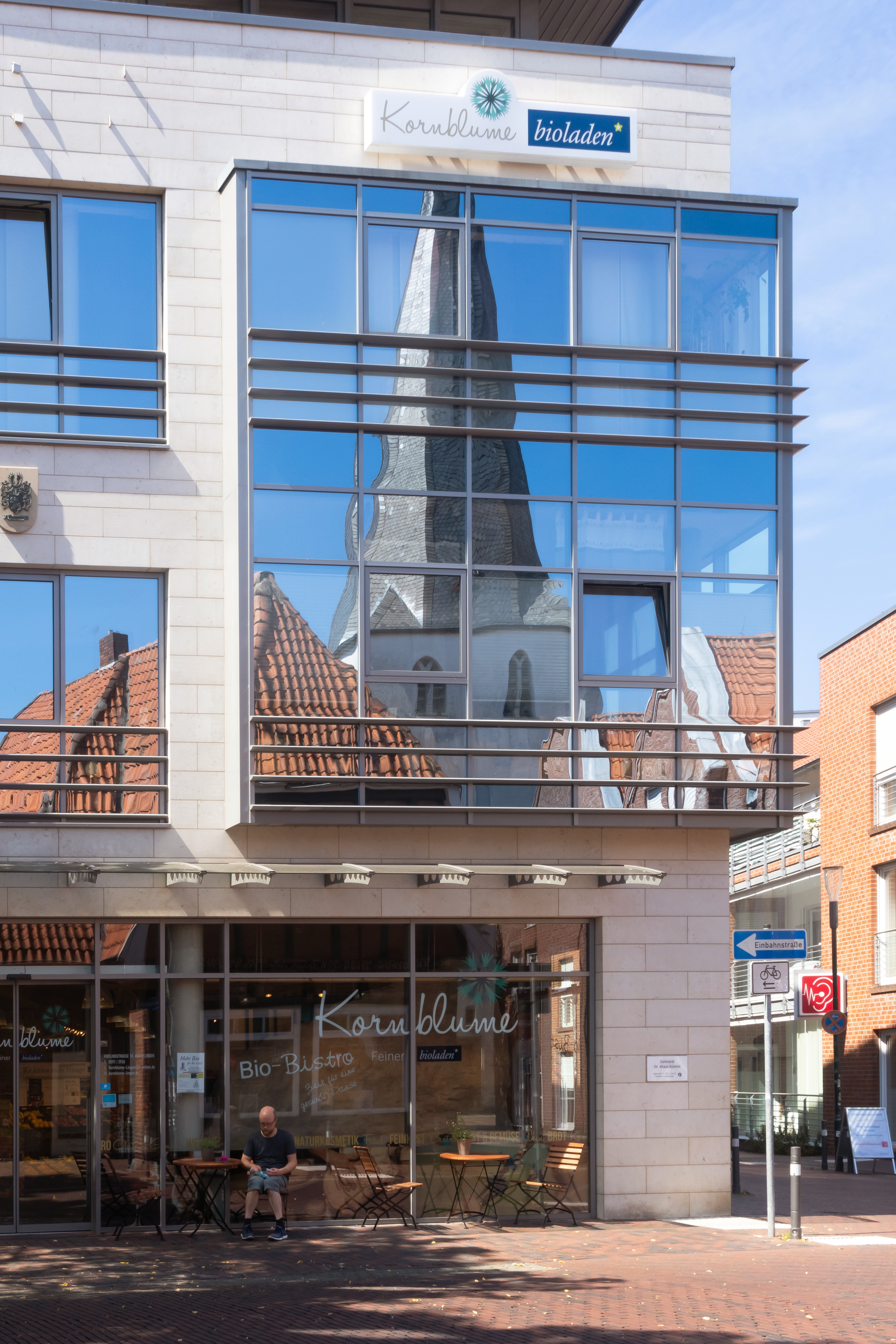
La iglesia reflejada en las ventanas del Kornblume
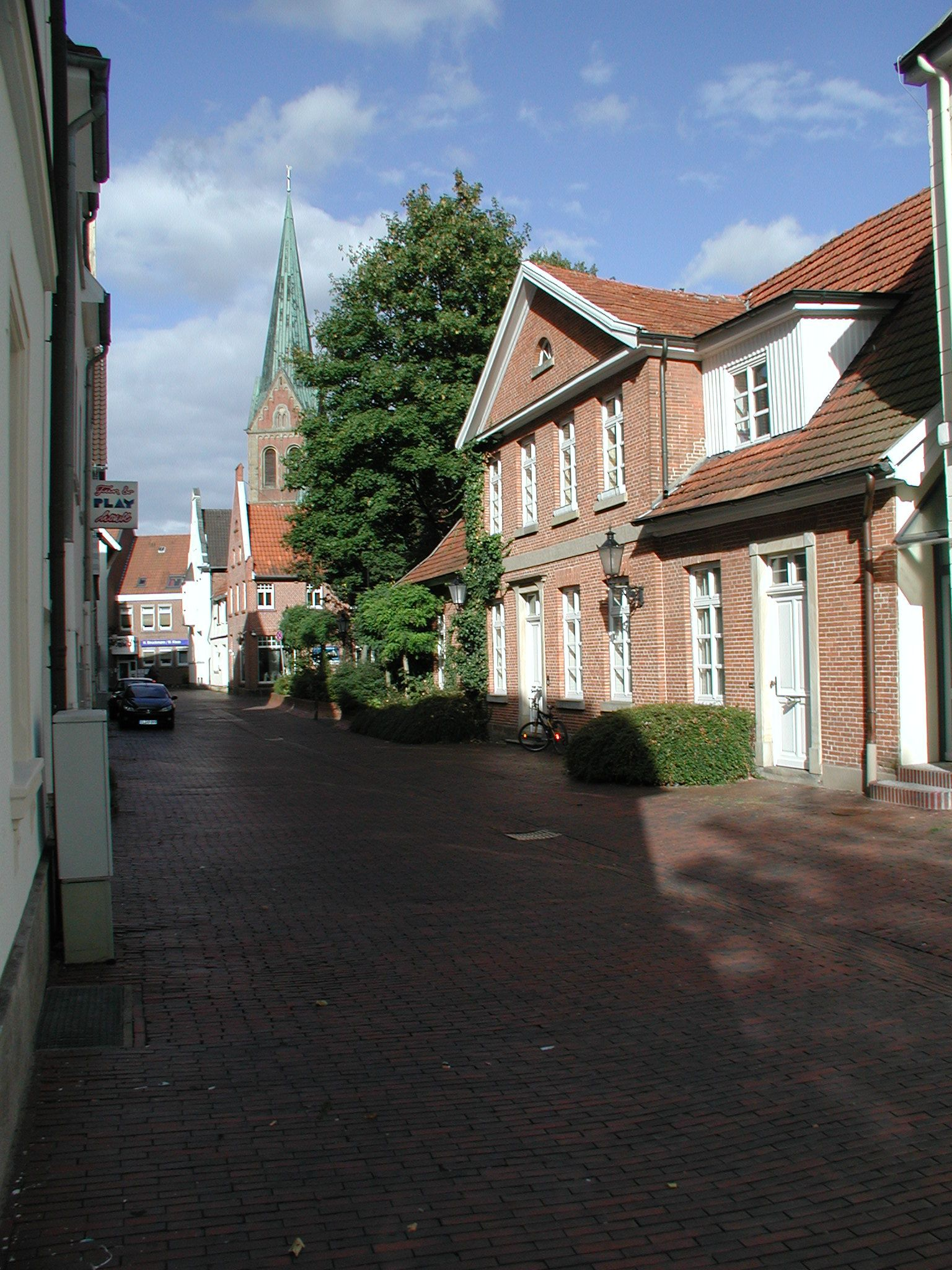
Viejo pueblo
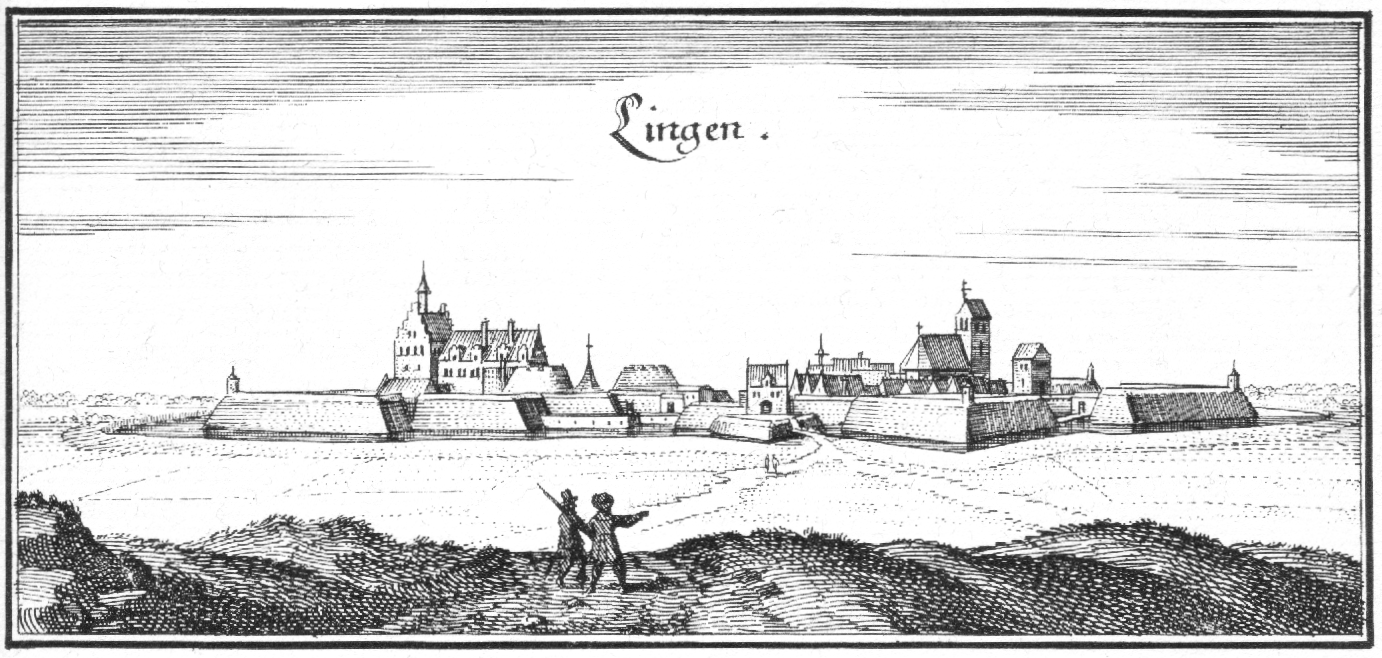
Lingen en 1647